# Ehemaliges Pfarrhaus (Raisting)

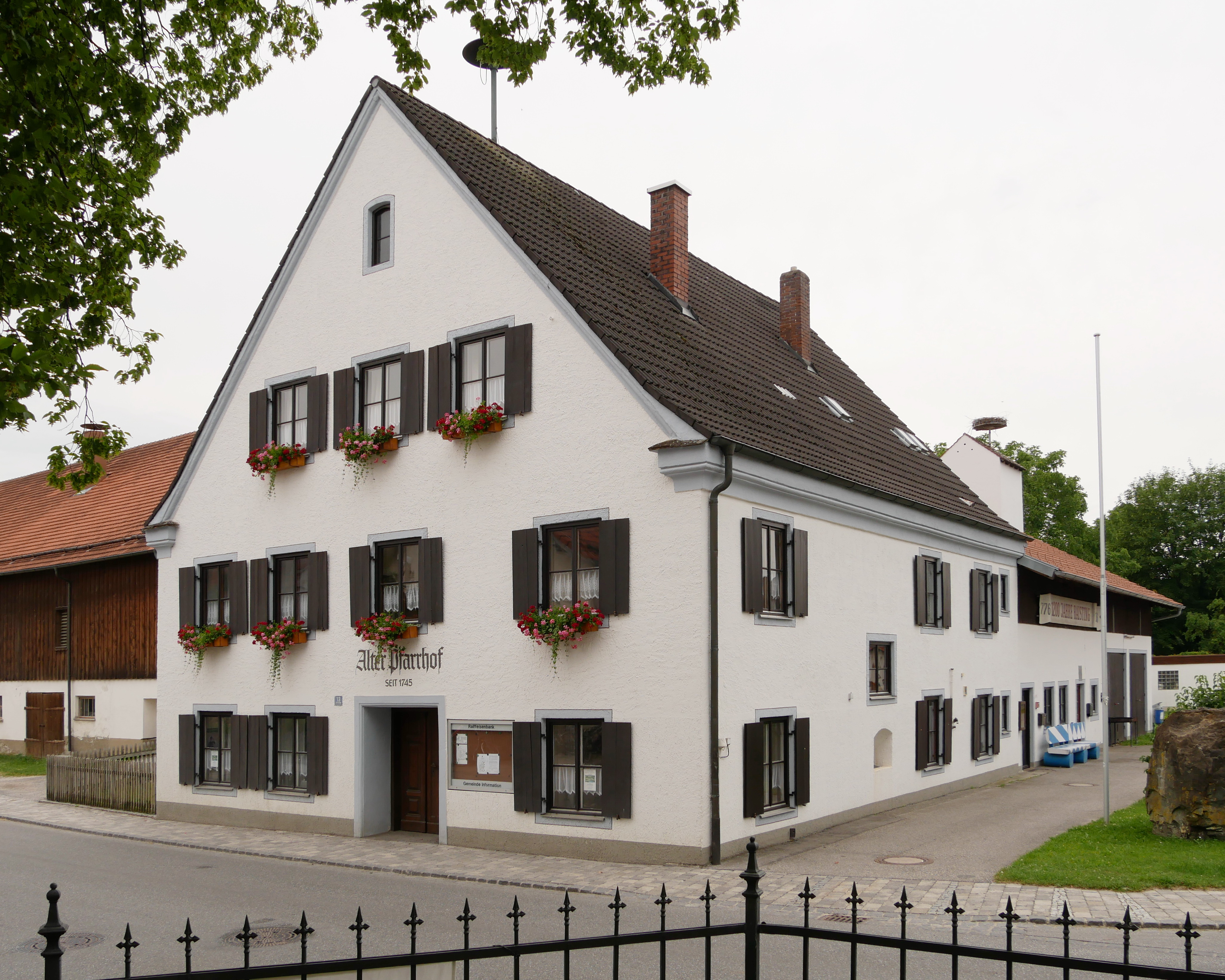
Ehemaliges Pfarrhaus in Raisting

Das ehemalige Pfarrhaus in der Gemeinde Raisting im oberbayerischen Landkreis Weilheim-Schongau ist in der bayerischen Denkmalliste eingetragen. Es befindet sich in der Herrenstraße 13, schräg gegenüber der Pfarrkirche St. Remigius.

## Geschichte
Erstmals 1328 erwähnt, wird es 1745 durch Dekan Geiler renoviert und weitgehend neu erbaut. Nach dem Bau des neuen Pfarrhauses 1914/15 wird es seit 1990 als Heimatmuseum und vom Heimat- und Trachtenverein des Ortes genutzt.

## Architektur
Der 15 × 12 Meter messende zweigeschossige verputzte Giebelbau stellt den Wohnteil des ehemaligen Pfarrhofes dar und besitzt ein verkröpftes Traufgesims sowie ein schlichtes Giebelgesims. Die Gesimse und die Fensterfaschen sind farblich abgesetzt.